# Symbrenthia centho
Symbrenthia centho är en fjärilsart som beskrevs av Hans Fruhstorfer 1904. Symbrenthia centho ingår i släktet Symbrenthia och familjen praktfjärilar. Inga underarter finns listade i Catalogue of Life.